# Apez Zagarra (manzana)
Apez Zagarra es el nombre de una variedad cultivar de manzano (Malus domestica). Variedad de manzana antigua de la región vasco francesa de Nueva Aquitania.

## Sinonimia
- "Anisha",
- "Udarre Zagarra".

## Historia
'Apez Zagarra es una variedad de manzana antigua, de la región de Francia de Nueva Aquitania. Se ha utilizado durante generaciones como manzana fresca de mesa por su buena conservación. También se utiliza como manzana para la elaboración de sidra.
'Apez Zagarra' se cultiva en la National Fruit Collection con el número de accesión: 1973-113 y nombre de accesión: Apez Zagarra.

## Características
'Apez Zagarra' tiene un tiempo de floración que comienza a partir del 17 de mayo con el 10% de floración, para el 22 de mayo tiene una floración completa (80%), y para el 29 de mayo tiene un 90% de caída de pétalos.
'Apez Zagarra' tiene una talla de fruto pequeño a mediano; forma cónico redondo a forma oblata, con una altura de 54.63mm y una anchura de 58.10mm; con nervaduras medio débil; epidermis con color de fondo amarillo verdoso, importancia del sobre color débil, color del sobre color naranja lavado, distribución del sobre color mancha/rubor, presentando mancha con rubor clarete en la cara expuesta al sol, acusa punteado pequeño ruginoso que se extienden aleatoriamente por la superficie, y con "russeting" (pardeamiento áspero superficial que presentan algunas variedades) fuerte; pedúnculo 
de longitud medio, grueso, sobresale un poco de la cavidad peduncular, anchura de la cavidad peduncular estrecha, profundidad de la cav, peduncular poco profunda en forma de embudo, presenta placas ruginosas color café que se extienden desde la base de la cavidad sobrepasando los bordes, y con importancia del "russeting" en la cav. peduncular muy fuerte; anchura de la cavidad calicina estrecha, profundidad de la cav, calicina poco profunda, placas ruginosas color café se extienden desde la base de la cavidad sobrepasando los bordes, y con importancia del "russeting" en la cav. calicina muy fuerte; ojo de tamaño mediano y está cerrado en una cuenca apretada.
Carne blanca; textura de la pulpa crujiente; sabor agridulce y distintivo a anís.
Su tiempo de recogida de cosecha se inicia a finales de octubre.

## Ploidismo
Diploide. Auto estéril, los cultivos necesitan con un polinizador compatible del Grupo F. Día 23.